# 本城惣右衛門覚書
『本城惣右衛門覚書』（ほんじよそうえもんおぼえがき）は、本能寺の変に明智光秀の配下で従軍したという本城惣右衛門本人が最晩年である江戸時代の寛永17年（1640年）に若い頃の経験をまとめ、親族と思われる本城藤左衛門らに書き残した5千字ほどの文書である。現在、奈良県の天理大学附属天理図書館に所蔵されている。

## 概要
昭和5年（1930年）1月、古典籍収集家の林若樹が購入した。林は文書を「本城惣右衛門自筆覚書」と命名し、雑誌『日本及日本人』1930年1月号にて発表、その存在が知られるようになった。ただし現在は「本城惣右衛門覚書」と呼ばれている。林の死後に蔵書が売りに出され、昭和41年（1966年）、天理図書館が購入し蔵書とした。昭和49年（1974年）6月、天理図書館報『ビブリア』57号に全文が掲載されて、注目を集めた。
林が同書を購入した相手は明らかになっておらず、また入手する以前の来歴も一切不明であったという問題はあり、20代から30代の頃の記憶を数十年後の80代から90代の晩年になって思い出して書いたという点にも、記憶の正確さという不安があるが、本能寺の変に明智軍として参加した当事者という証言を信じるならば貴重な資料である。このため本能寺の変に関する記述のみしか注目されていなかったが、光秀による丹波国山家城攻めからはじまり、大坂夏の陣に至るまでの惣右衛門の戦歴が記されている。

## 内容
本城惣右衛門は山家城攻めまでは明智軍と敵対していた丹波国人としての記述をしており、明智軍としての戦闘が描かれているのは本能寺の変の記述のみである。その他には羽柴秀長の配下としての紀州征伐、堀尾吉晴の配下としての小牧・長久手の戦いにおける伊勢国亀山城攻め、増田長盛の配下としての伏見城の戦い、藤堂高清の配下としての大坂夏の陣における八尾・若江の戦いの記述が時系列とは関係なく配置されており、その後はそれぞれの戦で受けた褒美について記載されている。また前後には前書きとあとがきが記されている。
丹波国人としての記述では「惣右衛門殿」の配下となって戦ったという記述があり、白峰旬はこれを父親ではないかとしている。一方で郷土史家の芦田岩男は、この表記は「悪右衛門」と読むのが正しいとして、赤井直正ではないかとしている。

### 本能寺の変に関する内容
その内の一番乗りで本能寺に侵入したという部分を掲載する。
なお、このとき本能寺は信長の専用宿舎として僧侶は他に出されていたため、広大な寺域に百人程度の供回りしかおらず無人に近かった。

#### 現代語訳
明智が謀反をして、信長様に切腹させたとき、本能寺に我らより一番乗りに侵入したというものがいたらそれはみな嘘です。
その理由は、信長様に腹を切らせるとは夢にも知らなかったからです。
その時は、太閤様が、備中に毛利輝元殿を討ちに侵攻していました。その援軍に明智光秀が行こうとしていました。
ところが山崎の方に行くと思いましたのに、そうではなくて京都へ命じられました。我らはその時は家康様が御上洛しておられるので、家康様だとばかりに思っていました。（目的地の）本能寺という所も知りませんでした。
軍列の中から乗馬した二人がおいでになった。誰かと思えば、斎藤内蔵助殿の御子息と小姓でした。本能寺の方に行く間、我らはその後に付き、片原町へ入っていきました。
そして二人は北の方に行かれた。我らはみな堀際へ東向きに行きました。
本道へ出ました。その橋の際に人一人がいたので、そのまま我らはその首を取りました。
そこより（本能寺の）内へ入りましたが、門は開いていて鼠ほどのものもいませんでした。先ほどの首を持って内へ入りました。
おそらく北の方から入った弥平次殿と母衣衆の二人が、「首はうち捨てろ」とおっしゃるので従い、堂の下へ投げ入れ、（堂の）正面から入りましたが、広間にも一人も人がいないでした。蚊帳が吊ってあるばかりで人がいません。
庫裏の方より、下げ髪の、白い着物を着た女一人を我らは捕らえましたが侍は一人もおりません。（女は）「上様は白い着物をお召しになっています」と申しましたが、それが信長様を指すものだとは存じませんでした。その女は、斎藤内蔵助殿に渡しました。
（信長様の家臣である）御奉公衆は袴に片衣で、股立を取り、二三人が堂の中へ入ってきました。
そこで首を又一つ取りました。その者は、一人奥の間より出てきて、帯もしていませんでした。刀を抜いて浅黄色の帷子を着て出てきました。その時に、かなりの人数の（我らの）味方が入ってきました。それを見て敵は崩れました。我らは吊ってある蚊帳の陰に入り、この者が出てきて通り過ぎようとしたときに後ろから切りました。
その時の首と（先に寺の門前で取った首）で二つ取りました。褒美として槍をいただきました。
野々口西太郎坊の配下にいたときのことです。